# Chernetini
Tribu
Les Chernetini sont une tribu de pseudoscorpions de la famille des Chernetidae.

## Distribution
Les espèces de cette tribu se rencontrent en Amérique, en Océanie, en Asie, en Afrique et en Europe.

## Liste des genres
Selon Pseudoscorpions of the World (version 3.0) :
- Acanthicochernes Beier, 1964
- Acuminochernes Hoff, 1949
- Adelphochernes Beier, 1937
- Americhernes Muchmore, 1976
- Anaperochernes Beier, 1964
- Antillochernes Muchmore, 1984
- Apatochernes Beier, 1948
- Asterochernes Beier, 1955
- Atherochernes Beier, 1954
- Austrochernes Beier, 1932
- Barbaraella Harvey, 1995
- Bituberochernes Muchmore, 1974
- Byrsochernes Beier, 1959
- Cacoxylus Beier, 1965
- Caffrowithius Beier, 1932
- Calidiochernes Beier, 1954
- Caribochernes Beier, 1976
- Ceratochernes Mahnert, 1994
- Ceriochernes Beier, 1937
- Chelanops Gervais, 1849
- Chelodamus R. Chamberlin, 1925
- Chernes Menge, 1855
- Chiridiochernes Muchmore, 1972
- Chrysochernes Hoff, 1956
- Cocinachernes Hentschel & Muchmore, 1989
- Coprochernes Beier, 1976
- Cordylochernes Beier, 1932
- Corosoma Karsch, 1879
- Corticochernes Tooren, 2008
- Cyclochernes Beier, 1970
- Dasychernes Chamberlin, 1929
- Dendrochernes Beier, 1932
- Dinocheirus Chamberlin, 1929
- Dinochernes Beier, 1933
- Diplothrixochernes Beier, 1962
- Epactiochernes Muchmore, 1974
- Epichernes Muchmore, 1982
- Eumecochernes Beier, 1932
- Gelachernes Beier, 1940
- Gigantochernes Beier, 1932
- Gomphochernes Beier, 1932
- Haplochernes Beier, 1932
- Hebridochernes Beier, 1940
- Hesperochernes Chamberlin, 1924
- Heterochernes Beier, 1966
- Hexachernes Beier, 1953
- Illinichernes Hoff, 1949
- Incachernes Beier, 1933
- Indochernes Murthy & Ananthakrishnan, 1977
- Interchernes Muchmore, 1980
- Lustrochernes Beier, 1932
- Macrochernes Hoff, 1946
- Maorichernes Beier, 1932
- Maxchernes Feio, 1960
- Meiochernes Beier, 1957
- Mesochernes Beier, 1932
- Metagoniochernes Vachon, 1939
- Mexachernes Hoff, 1947
- Mirochernes Beier, 1930
- Mucrochernes Muchmore, 1973
- Neoallochernes Hoff, 1947
- Neochelanops Beier, 1964
- Neochernes Beier, 1932
- Nesidiochernes Beier, 1957
- Nesiotochernes Beier, 1976
- Nesochernes Beier, 1932
- Ochrochernes Beier, 1932
- Odontochernes Beier, 1932
- Opsochernes Beier, 1966
- Orochernes Beier, 1968
- Pachychernes Beier, 1932
- Paracanthicochernes Beier, 1966
- Parachernes Chamberlin, 1931
- Parapilanus Beier, 1973
- Paraustrochernes Beier, 1966
- Parazaona Beier, 1932
- Petterchernes Heurtault, 1986
- Phaulochernes Beier, 1976
- Phymatochernes Mahnert, 1979
- Pilanus Beier, 1930
- Pseudopilanus Beier, 1957
- Reischekia Beier, 1948
- Rhinochernes Beier, 1955
- Rhopalochernes Beier, 1932
- Satrapanus Harvey & Volschenk, 2007
- Semeiochernes Beier, 1932
- Smeringochernes Beier, 1957
- Spelaeochernes Mahnert, 2001
- Sphenochernes Turk, 1953
- Sundochernes Beier, 1932
- Sundowithius Beier, 1932
- Systellochernes Beier, 1964
- Teratochernes Beier, 1957
- Thalassochernes Beier, 1940
- Thapsinochernes Beier, 1957
- Tuberochernes Muchmore, 1997
- Tychochernes Hoff, 1956
- Verrucachernes Chamberlin, 1947
- Wyochernes Hoff, 1949
- Zaona Chamberlin, 1925
- † Oligochernes Beier, 1937

## Publication originale
- Menge, 1855 : Über die Scheerenspinnen, Chernetidae. Neueste Schriften der Naturforschenden Gesellschaft, vol. 5, no 2, p. 1-43 (de).